# Band of Susans
Band of Susans war eine New Yorker Rockband.

## Geschichte
Auf den Namen „Band of Susans“ kam man, da bei der Gründung 1986 zwei Mitglieder Susan hießen.
Die erste EP der Formation, Blessing and Curse (1987), wurde auf Robert Poss’ eigenem Label Trace Elements veröffentlicht, woraufhin sie einen Vertrag mit Mute Records abschlossen. 1988 folgte Hope Against Hope. Nachdem das Album auf dem Markt war, verließen Rogers, Lyall und Tallman Bands of Susans und wurden durch Karen Haglof und Page Hamilton ersetzt.
Nach Love Agenda (LP) und einer Peel Sessions EP verließen die beiden neuen Mitglieder die Band ebenfalls, dafür stießen Anne Husick und Mark Lonergan zu der Gruppe. In dieser Formation entstanden drei Alben und eine EP.
Als letzte veröffentlichte Produktion ist Ahead auf einer Sammlung von Wire-Covers erschienen.
Nach der Auflösung im Jahr 1996 spielten Poss und Stenger mit Bruce Gilbert als GilbertPossStenger. Danach machte Poss Solo weiter und konzentrierte sich auf das Produzieren.

## Stil
Die Musik zeichnet sich durch einen vollen Klang (drei Gitarren) und eine eher konventionelle Liedstruktur aus (Poss war ein großer Fan der Rolling Stones und coverte Child of the Moon sowie Paint It Black). Band of Susans sind in die No-Wave-Szene involviert, die schon Sonic Youth und Glenn Branca hervorbrachte.

## Diskografie
- Blessing and Curse EP (1987)
- Hope Against Hope (1988)
- Love Agenda (1989)
- The Word And The Flesh (1991)
- The Peel Sessions EP (1992)
- Now EP (1992)
- Veil (1993)
- Wired For Sound (Best of Compilation) (1994)
- Here Comes Success (1995)